# Ayumi Tanimoto
Ayumi Tanimoto (Anjo, 4 augustus 1981) is een voormalig Japans judoka. Tanimoto won tweemaal de olympische gouden medaille in het halfmiddengewicht. Tanimoto won nooit een wereldtitel en moest op de wereldkampioenschappen genoegen nemen met een zilveren en twee bronzen medailles. Tanimoto werd tweemaal Aziatisch kampioen en won één gouden medaille op de Aziatische spelen. Tanimoto was in 2016 bondscoach van de Japanse vrouwen op de Olympische Zomerspelen 2016. Tanimoto is lid van het organisatiecomité van de Olympische Zomerspelen 2016.

## Resultaten
- Aziatische kampioenschappen judo 2001 in Ulaanbaatar  in het halfmiddengewicht
- Wereldkampioenschappen judo 2001 in München  in het halfmiddengewicht
- Aziatische Spelen 2002 in Busan  in het halfmiddengewicht
- Aziatische kampioenschappen judo 2004 in Almaty  in het halfmiddengewicht
- Olympische Zomerspelen 2004 in Athene  in het halfmiddengewicht
- Wereldkampioenschappen judo 2005 in Caïro  in het halfmiddengewicht
- Aziatische Spelen 2006 in Doha  in het halfmiddengewicht
- Wereldkampioenschappen judo 2007 in Rio de Janeiro  in het halfmiddengewicht
- Olympische Zomerspelen 2008 in Peking  in het halfmiddengewicht

1992: Catherine Fleury-Vachon ·
1996: Yuko Emoto ·
2000: Séverine Vandenhende ·
2004: Ayumi Tanimoto ·
2008: Ayumi Tanimoto · 
2012: Urška Žolnir · 
2016: Tina Trstenjak · 
2020: Clarisse Agbegnenou · 
2024: Andreja Leški